# José Luis Arrieta
José Luis Arrieta Lujambio (San Sebastian, 15 juni 1971) is een voormalig Spaans wielrenner. Arrieta was tussen 2012 en 2021 ploegleider bij Team Movistar. Per 2024 vervulde hij dezelfde taken bij Decathlon AG2R La Mondiale Team. Zijn zoon Igor is eveneens professioneel wielrenner.

## Belangrijkste overwinningen
1989
Spaans kampioen op de weg, Junioren
2002
1e etappe Ronde van Asturië
2004
2e etappe Ronde van Castilië en León (ploegentijdrit)
2006
19e etappe Ronde van Spanje

## Resultaten in voornaamste wedstrijden
| Jaar | Ronde van Italië | Ronde van Frankrijk | Ronde van Spanje |
| ---- | ---------------- | ------------------- | ---------------- |
| 1993 | 105e             |                     |                  |
| 1994 | 49e              |                     |                  |
| 1995 | 64e              |                     |                  |
| 1996 |                  | 32e                 |                  |
| 1997 |                  | 75e                 |                  |
| 1998 |                  | opgave              |                  |
| 1999 | 34e              | 46e                 |                  |
| 2000 |                  | 57e                 | 103e             |
| 2001 | 29e              |                     |                  |
| 2003 |                  |                     | 106e             |
| 2004 |                  |                     | 28e              |
| 2005 |                  | 74e                 |                  |
| 2006 |                  | 27e                 | 44e (1)          |
| 2007 |                  | 52e                 | 59e              |
| 2008 |                  | 72e                 | 55e              |
| 2009 |                  | 81e                 | 81e              |
| 2010 |                  |                     | opgave           |

| Jaar | Milaan-San Remo | Amstel Gold Race | Luik-Bast.‑Luik | Waalse Pijl |  | Wereldranglijsten |
| ---- | --------------- | ---------------- | --------------- | ----------- |  | ----------------- |
| 1993 |                 |                  |                 |             |  |                   |
| 1994 | 163e            |                  |                 |             |  |                   |
| 1995 | 112e            |                  |                 |             |  |                   |
| 1996 | 156e            |                  | 52e             |             |  |                   |
| 1997 | 81e             | 51e              | 69e             |             |  |                   |
| 1998 | 156e            |                  |                 |             |  |                   |
| 1999 |                 |                  |                 |             |  |                   |
| 2000 |                 |                  |                 |             |  |                   |
| 2001 | 68e             |                  |                 | 77e         |  |                   |
| 2003 |                 |                  |                 |             |  |                   |
| 2004 |                 |                  |                 |             |  |                   |
| 2005 | 127e            |                  |                 |             |  |                   |
| 2006 |                 |                  | 57e             | 146e        |  | 132e (UPT)        |
| 2007 |                 |                  |                 |             |  | 229e (UPT)        |
| 2008 |                 | 109e             |                 | 75e         |  |                   |
| 2009 |                 |                  | 87e             |             |  |                   |
| 2010 |                 |                  |                 |             |  | 246e (UWK)        |

Wielerploegen van José Luis Arrieta
Alonso ·
Arrieta ·
Bernard ·
de Las Cuevas (tot 30/06) ·
de Santos ·
Delgado ·
García ·
Garmendia ·
J. Gorospe ·
R. Gorospe ·
Heulot ·
M. Indurain ·
P. Indurain ·
Jiménez ·
Lazpiur ·
Lezaun ·
López ·
Philipot ·
Rodríguez ·
Rué ·
San Román ·
Santamaría ·
Uriarte ·
Casero (stagiair)
Alonso ·
Aparicio ·
Arrieta ·
Bernard ·
Casero ·
Crespo ·
de Santos ·
Delgado ·
D. García ·
Garmendia ·
González ·
Gorospe ·
Heulot ·
M. Indurain ·
P. Indurain ·
Jiménez ·
López ·
Martín ·
Mauri ·
Miranda ·
Montoya ·
Nijboer ·
Rué ·
Uriarte ·
J. A. Zarrabeitia ·
M. Zarrabeitia ·
Blanco (stagiair) ·
J. V. Garcia (stagiair) ·
Pascual (stagiair) 
Alonso ·
Aparicio ·
Arrieta ·
Blanco ·
Casero ·
Crespo ·
Davy ·
de Santos ·
D. García ·
J. V. Garcia ·
Garmendia ·
González ·
Hampsten ·
Heulot ·
M. Indurain   ·
P. Indurain ·
Jiménez ·
López ·
Miranda ·
Montoya ·
Nijboer ·
Rué ·
Uriarte ·
Zarrabeitia
Alonso ·
Aparicio ·
Arrieta ·
Blanco ·
Casero ·
Davy (tot 15/10) ·
Garcia ·
González ·
Hunt ·
M. Indurain     ·
P. Indurain ·
Jiménez ·
Miranda ·
Nazon (tot 31/08) ·
Nijboer ·
Rodrigues ·
Uriarte
Alonso ·
Aparicio ·
Arrieta ·
Beltrán ·
Blanco ·
Casero ·
de Las Cuevas ·
Fernández Ginés ·
Garcia ·
González ·
Hunt ·
Indurain ·
J. M. Jiménez ·
Miranda ·
Olano ·
A. Osa ·
U. Osa ·
Peña ·
Rodrigues ·
Uriarte ·
E. Jiménez (stagiair) ·
Lastras (stagiair) ·
Mancebo (stagiair)
Alonso ·
Arrieta ·
Barbosa ·
Beltrán ·
de Las Cuevas ·
Fernández Ginés ·
Garcia ·
Garmendia ·
Hunt ·
E. Jiménez ·
J. M. Jiménez ·
Lastras ·
Latasa ·
Mancebo ·
Navas ·
Odriozola ·
Olano   ·
A. Osa ·
U. Osa ·
Peña ·
Rodrigues ·
Solaun ·
Ferrío (stagiair) 
Arrieta ·
Baranowski ·
Barbosa ·
Beltrán ·
Bruseghin ·
García ·
Garmendia ·
Hunt ·
E. Jiménez ·
J. M. Jiménez ·
Lastras ·
Latasa ·
Mancebo ·
Navas ·
Odriozola ·
A. Osa ·
U. Osa ·
Peña ·
Piepoli ·
Rodrigues ·
Solaun ·
Zülle ·
Benito (stagiair) ·
Zandio (stagiair) 
Arrieta ·
Baranowski ·
Barbosa ·
Benito ·
Brożyna ·
Bruseghin ·
García ·
Garmendia ·
E. Jiménez ·
J. M. Jiménez ·
Lastras ·
Latasa ·
Mancebo ·
Mensjov ·
Navas ·
Odriozola ·
A. Osa ·
U. Osa ·
Piepoli ·
Rodrigues ·
Solaun ·
Zülle ·
Bru (stagiair) ·
Gil (stagiair) ·
Zandio (stagiair) 
Arrieta ·
Baranowski ·
Barbosa ·
Benito ·
Blanco ·
Brożyna ·
Bruseghin ·
Domínguez ·
A. García ·
J. V. García ·
Gil ·
E. Jiménez ·
J. M. Jiménez ·
Lastras ·
Latasa ·
Mancebo ·
Mensjov ·
Mercado ·
Navas ·
Odriozola ·
A. Osa ·
U. Osa ·
Pascual ·
Piepoli ·
Plaza ·
Solaun ·
Vila ·
Zandio
Arrieta ·
Baranowski ·
Blanco ·
Brożyna ·
Bruseghin ·
Flecha ·
A. García ·
J. V. García ·
Gil ·
Gutiérrez ·
E. Jiménez ·
J. M. Jiménez ·
Lastras ·
Latasa ·
Mancebo ·
Mensjov ·
Mercado ·
Navas ·
Odriozola ·
A. Osa ·
U. Osa ·
Pascual ·
Piepoli ·
Plaza ·
Vila ·
Zandio
Arrieta ·
Flecha ·
García ·
Gutiérrez ·
Jiménez ·
Karpets ·
Lastras ·
López ·
Mancebo ·
Mateos ·
Mensjov ·
Mercado ·
Odriozola ·
A. Osa ·
U. Osa ·
Pascual ·
Petrov ·
Piepoli ·
Plaza ·
Zandio
Arrieta ·
Becke ·
Colom ·
Gálvez ·
García ·
Gutiérrez ·
Horrach ·
Karpets ·
Lastras ·
López ·
Mancebo ·
Mensjov ·
Navas ·
A. Osa ·
U. Osa ·
Pradera ·
Radochla ·
Reynés ·
Tauler ·
Zandio
Arrieta ·
Arroyo ·
Becke ·
Carrasco ·
Colom ·
Erviti ·
Escobar ·
Gálvez ·
García ·
Gonzalez ·
Gutiérrez ·
Horrach ·
Julia ·
Karpets ·
Lastras ·
Leonet ·
Mancebo ·
Navas ·
A. Osa ·
U. Osa ·
Pérez ·
Pradera ·
Reynés ·
Tauler ·
Valverde ·
Zandio
Arrieta ·
Astarloza ·
Calzati · 
Chaurreau ·  
Deignan ·  
Dessel ·
Dion ·
Dumoulin · 
Dupont ·
Gadret ·
Gerrans · 
Goubert · 
Krivtsov ·
Loubet ·
Mancebo (tot 30/06) ·
Mangel · 
Mondory ·
Moreau ·
Naibo ·
Navas ·
Nazon ·
Oesaw · 
Poulhiès ·
Pütsep · 
Riblon ·
Scanlon ·
Turpin · 
Vaitkus ·
Aulas (stagiair) ·
Ebrard (stagiair) ·
Rousseau (stagiair) · 
Sonnery (stagiair) 
Arrieta ·
Calzati · 
Deignan ·  
Dessel ·
Dion ·
Dumoulin · 
Dupont ·
Elmiger ·
Gadret ·
Gerrans · 
Goubert · 
Krivtsov ·
Loubet ·
Mandri ·
Mangel · 
Mondory ·
Moreau ·
Naibo ·
Navas ·
Nazon ·
Nocentini ·
Oesaw · 
Poulhiès ·
Riblon ·
Rousseau · 
Sonnery ·
Turpin · 
Kangert (stagiair) ·
Moucheraud (stagiair) ·
Sénac (stagiair) 
Arrieta ·
Calzati · 
Deignan ·  
Dessel ·
Dion ·
Dupont ·
Edaleine ·
Elmiger ·
Gadret ·
Goubert · 
Jefimkin · 
Kangert ·
Krivtsov ·
Loubet ·
Mandri ·
Mangel · 
Mondory ·
Nazon ·
Nocentini ·
Oesaw · 
Pineau ·
Pliușchin ·
Poulhiès ·
Riblon ·
Rousseau · 
Sénac ·
Sonnery ·
Turpin · 
Valjavec ·
Vandenbergh · 
Bérard (stagiair) ·
Bonnafond (stagiair) ·
Kadri (stagiair)  
Arrieta ·
Bonnafond ·
Clerc ·
Dessel ·
Dion ·
Dupont ·
Elmiger ·
Gadret ·
Goubert · 
Hinault ·
A. Jefimkin ·
V. Jefimkin · 
Kadri ·
Kangert ·
Krivtsov ·
Loubet ·
Mandri · 
Mondory ·
Nocentini ·
Pineau ·
Pliușchin ·
Poulhiès ·
Riblon ·
Roche ·
Rousseau · 
Sénac ·
Smukulis ·
Sonnery ·
Turpin · 
Valjavec · 
Desriac (stagiair) ·
Gastauer (stagiair) 
Arrieta ·
Bérard ·
Bonnafond ·
Bouet ·
Champion ·
Dessel ·
Dupont ·
Elmiger ·
Gadret ·
Gastauer ·
Goddaert · 
Hinault ·
A. Jefimkin ·
V. Jefimkin · 
Kadri ·
Krivtsov ·
Le Lay ·
Loubet ·
Mandri · 
Mondory ·
Nocentini ·
Ravard ·
Riblon ·
Roche ·
Rousseau · 
Smukulis ·
Turpin · 
Valjavec · 
Bonnin (stagiair) ·
Clarke (stagiair) ·
Teychenne (stagiair) 